# حمم وسادية

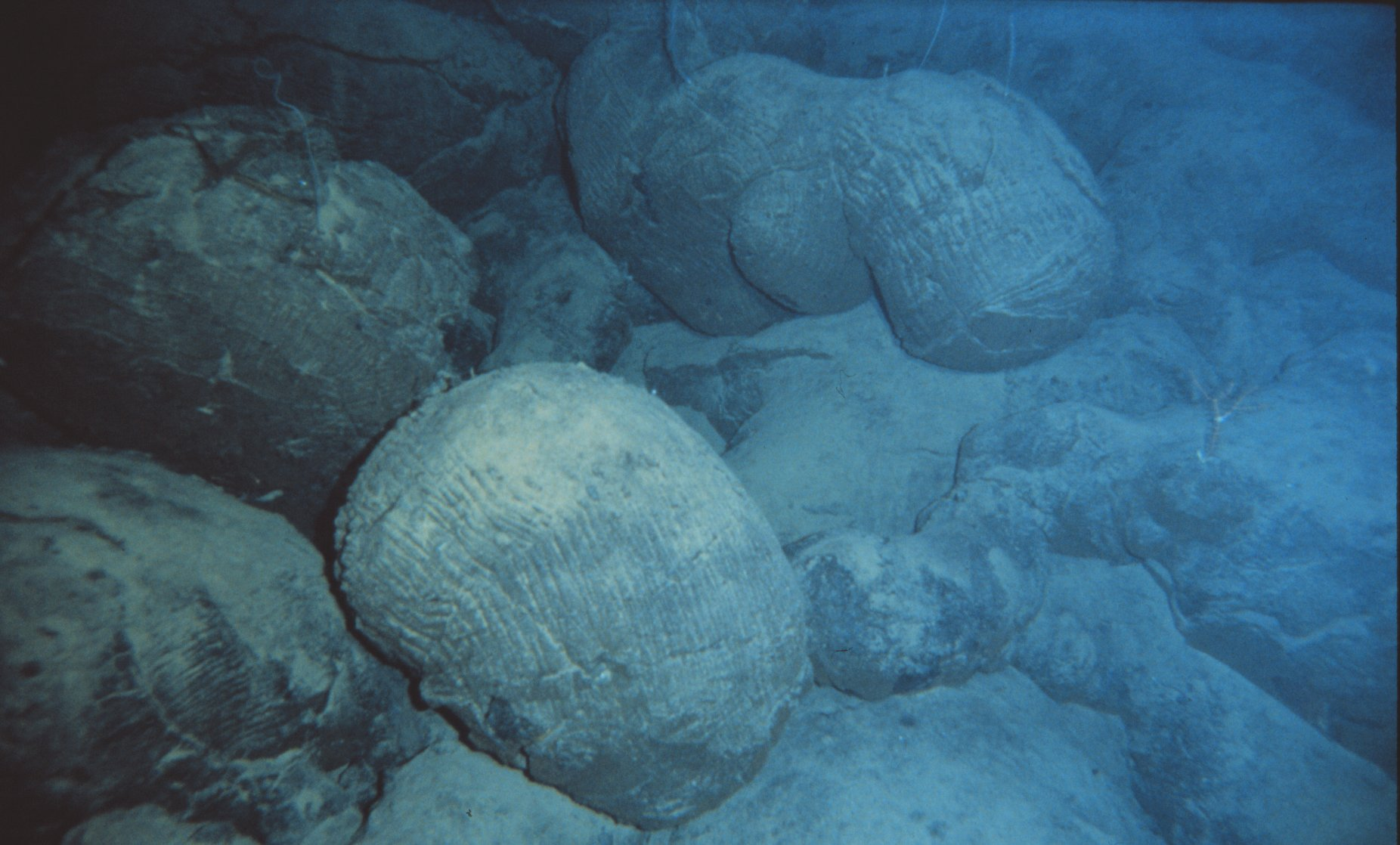
وسادة الحمم على أرضية المحيط قبالة هاواي

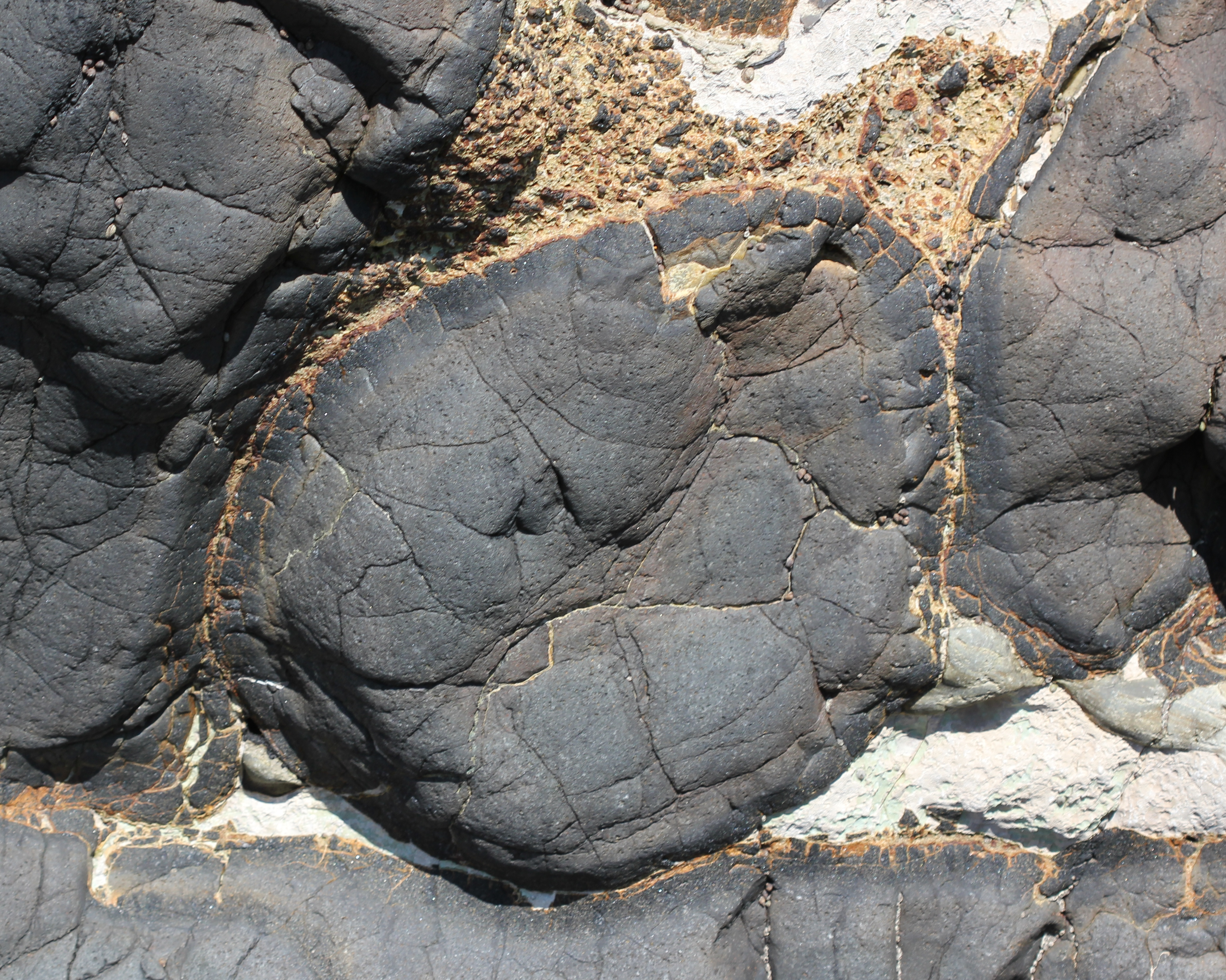
وسادة الحمم بالقرب من أومارو ، نيوزيلندا

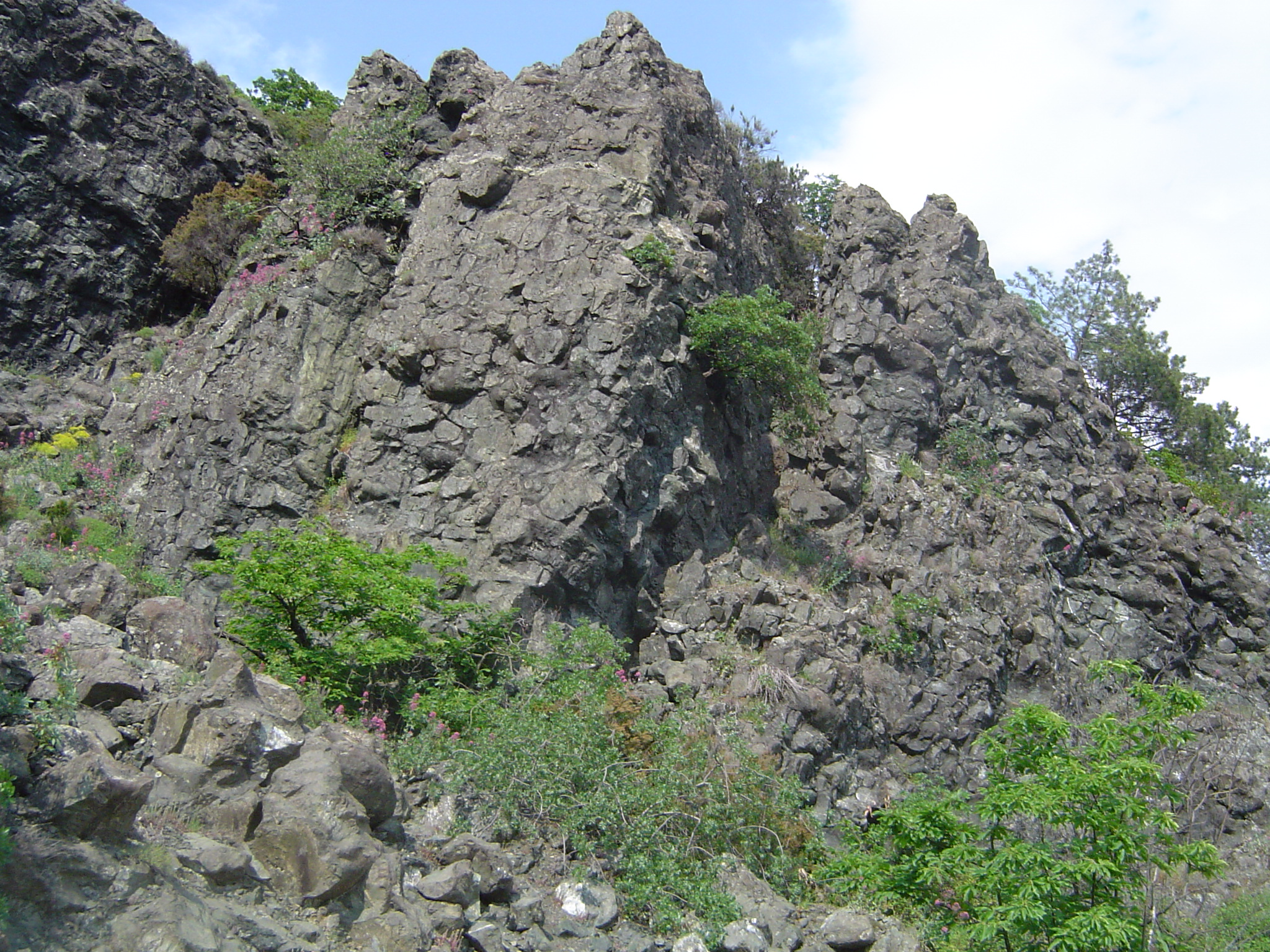
تكوينات الحمم البركانية من سلسلة الأوفيوليت، شمال أبينيني، إيطاليا

الحمم الوسادية أو وسادة الحمم (بالإنجليزية: Pillow lava) هي الحمم التي تحتوي على هياكل مميزة على شكل وسادة تعزى إلى بثق الحمم تحت الماء. تتميز االلابا الوسادية في الصخور البركانية بتسلسلات سميكة من كتل متقطعة على شكل وسادة، يصل قطرها عادة إلى متر واحد. وهي تشكل الجزء العلوي من الطبقة 2 من القشرة المحيطية الطبيعية.

## تكوين
تعتبرعادة بازلتية التكوين، على الرغم من أن الوسائد شكلت من كوماتيت، بيسريت، بونينيت، أنديزيت باولتي، أنديزيت، داسيت أو حتى الريوليت. بشكل عام، كلما كانت التركيبة أكثر سلاسة (أكثر ثراء في السيليكا - مما يؤدي إلى تكوين وسيط )، زادت الوسائد، بسبب زيادة لزوجة الحمم البركانية.

## الحدوث
تحدث في أي مكان يتم بثق فيه الحمم البركانية تحت الماء، مثل على طول سلاسل بركان النقاط الساخنة البحرية وحدود الصفائح البناءة لحافات وسط المحيط. مع تكوين قشرة محيطية جديدة، تندلع سلاسل سميكة من وسائد الحمم في مركز الانتشار الذي تغذيه السدود من غرفة الصهارة الأساسية. تشكل اللابا الوسادية ومجمعات السدود المغطاة ذات الصلة جزءًا من تسلسل الأفيوليت الكلاسيكي (عندما يتم دفع جزء من القشرة المحيطية فوق القشرة القارية، وبالتالي كشف الجزء المحيطي فوق مستوى سطح البحر).
تؤكد وجود أحزمة الوسائد في أقدم التسلسلات البركانية المحفوظة على الكوكب على وجود أجسام كبيرة من الماء على سطح الأرض في وقت مبكر من الدهر السحيق. تستخدم الحمم الوسادة بشكل عام لتأكيد البراكين تحت الماء في الأحزمة المتحولة.
تم العثور على وسائد الحمم مرتبطة ببعض البراكين تحت الجليدية في مرحلة مبكرة من الاندفاع.

## تشكيل
يتم إنشاؤها عندما تصل الصهارة إلى السطح، ولكن نظرًا لوجود اختلاف كبير في درجة الحرارة بين الحمم والماء، يبرد سطح اللسان الناشئ بسرعة كبيرة، مما يشكل جلدًا. يستمر اللسان في الإطالة والانتفاخ مع المزيد من الحمم البركانية لتشكيل فص، حتى يصبح ضغط الصهارة كافًيا لتمزق الجلد وبدء تشكيل نقطة اندفاع جديدة بالقرب من فتحة التهوية. تنتج هذه العملية سلسلة من أشكال الفصوص المترابطة التي تشبه الوسادة في المقطع العرضي. يبرد الجلد بشكل أسرع بكثير من داخل الوسادة ، لذلك فهو دقيق الحبيبات للغاية ، مع نسيج زجاجي. الصهارة داخل الوسادة تبرد ببطء ، لذا تكون حبيباتها خشنة قليلاً من الجلد ، لكنها لا تزال مصنفة على أنها حبيبات دقيقة.

## استخدم كمعيار للارتفاع
الوسائد يمكن استخدامها كمؤشر للارتفاع في الجيولوجيا. إن دراسة شكلها تكشف الموقف الذي تشكلت فيه في الأصل. تبين وسادة الحمم أنها لا تزال في اتجاهها الأصلي عندما:
1. يتم العثور على الحويصلات باتجاه الجزء العلوي من الوسادة (لأن الغاز المحبوس كجزء من الصخور أقل كثافة من محيطه الصلب).
2. تظهر هياكل الوسادة سطحًا علويًا محدبًا (مستديرًا).
3. قد يكون للوسائد قاعدة مدببة إلى أسفل ، حيث قد تكون قد شكلت نفسها لأي وسائد أثناء تكوينها.

## روابط خارجية
- NeMO Explorer ، NOAA - يحتوي على رابط إلى فيديو الوسائد التي يتم تشكيلها